# Хоанофлагеллаты
Хоанофлагеллаты, или воротничковые жгутиконосцы (лат. Choanoflagellata), — тип одноклеточных эукариот, относящихся к обширной кладе заднежгутиковых. Характерная черта — наличие у клетки одного жгутика, окружённого воротничком из 30—40 микроворсинок. Хоанофлагеллаты представлены одиночными и колониальными формами, обитающими в морских и пресных водах. Описано около 150 видов.

## Название
Научное название таксона образовано от др.-греч. χοάνη — «воронка» (по форме воротничка) и лат. flagellum — «жгутик». 

## Строение
Размер хоанофлагеллат обычно превышает 10 микрон. Клетки демонстрируют отчётливую полярность, которая задаётся положением единственного жгутика. У многих представителей противоположным концом клетка прикрепляется к субстрату или погружена во внеклеточный матрикс колонии. Некоторые хоанофлагеллаты способны выделять бокаловидные «домики», которые у морских форм состоят из изящно переплетённых между собой кремниевых нитей. Пресноводные представители строят домик из целлюлозы.

### Жгутик и воротничок
Жгутик окружён венчиком (воротничком) из плотно примыкающих друг к другу микроворсинок (микровиллей) — пальцевидных выростов клетки, укреплённых актиновым цитоскелетом. Биение жгутика создаёт токи жидкости, направленные вдоль него от клетки. При этом вода постоянно поступает внутрь воротничка, проходя между микровиллей. Эти токи используются хоанофлагеллатами при питании: крупные частицы (бактерии, детрит) отцеживаются микровиллями и могут быть поглощены путём фагоцитоза.
У плавающих в толще воды хоанофлагеллат движение жгутика также используется для локомоции. При этом организм перемещается жгутиком назад, подобно другим представителям группы Opisthokonta — грибам и многоклеточным животным.

## Расшифровка генома
В 2008 году был полностью расшифрован геном одного из видов хоанофлагеллат — Monosiga brevicollis. В геноме моносиги около 9200 генов, причем присутствуют 23 гена кадгеринов и ряд других генов, типичных для многоклеточных животных, но отсутствующих у большинства других групп протистов.

## Филогения
Сходство воротничкового аппарата хоанофлагеллят с аналогичными структурами хоаноцитов губок  может быть объяснено только их общим происхождением. На основании этого в прошлом некоторые авторы предполагали, что губки (Porifera) произошли от одноклеточных воротничковых жгутиконосцев, а прочие многоклеточные животные произошли от каких-то иных одноклеточных жгутиконосцев, не имеющих воротничка. Таким образом, было высказано предположение о полифилии многоклеточных животных (Metazoa). Однако в настоящее время известно, что у некоторых Monostomata (= Eumetazoa) имеются клетки, сходные по строению с хоаноцитами – циртоциты; они найдены в отдельных тканях на определенных стадиях развития у некоторых кишечнополостных (Cnidaria), немертин (Rhynchocoela), кольчатых червей (Annelida), моллюсков (Malacozoa), иглокожих (Echinodermata) и некоторых других; у многих Monostomata обнаружены клетки, произошедшие от воротничковых и сохраняющие элементы воротничка, но модифицированные для выполнение иных функций – сенсорной, прикрепительной или иной (Norrevang & Wingstrand 1970, Cantell et al. 1982). На основании этого делается вывод, что все Metazoa исходно имели хоаноциты и произошли от воротничковых жгутиконосцев. У воротничковых жгутиконосцев и у губок воротничок имеет консервативное строение; вероятно, у Monostomata произошла деконсервация строения воротничка, в результате чего он подвергся различным эволюционным преобразованиям и во многих случаях вообще исчез. В соответствии с этим предполагается родство между Metazoa и Choanoflagellata и высказано предложение объединить Metazoa и Choanoflagellata в таксон Apoikozoa Budd & Jensen, 2017 или объединить их с некоторыми другими одноклеточными в таксон Filozoa Shalchian-Tabrizi et al. 2008. Некоторые авторы вместо Apoikozoa неверно употребляют название «Choanozoa» (что не соответствует первоначальному значению названия Choanozoa Cavalier-Smith 1987, которое является синонимом названия Choanoflagellata). Границы таксонов Apoikozoa и Filozoa, которые характеризуются исходным наличием воротничка или образующих его отростков, неясны, поскольку не исключено, что у некоторых одноклеточных воротничок вторично исчез, так же, как он исчез у большинства Monostomata.